# Beinecke Rare Book and Manuscript Library

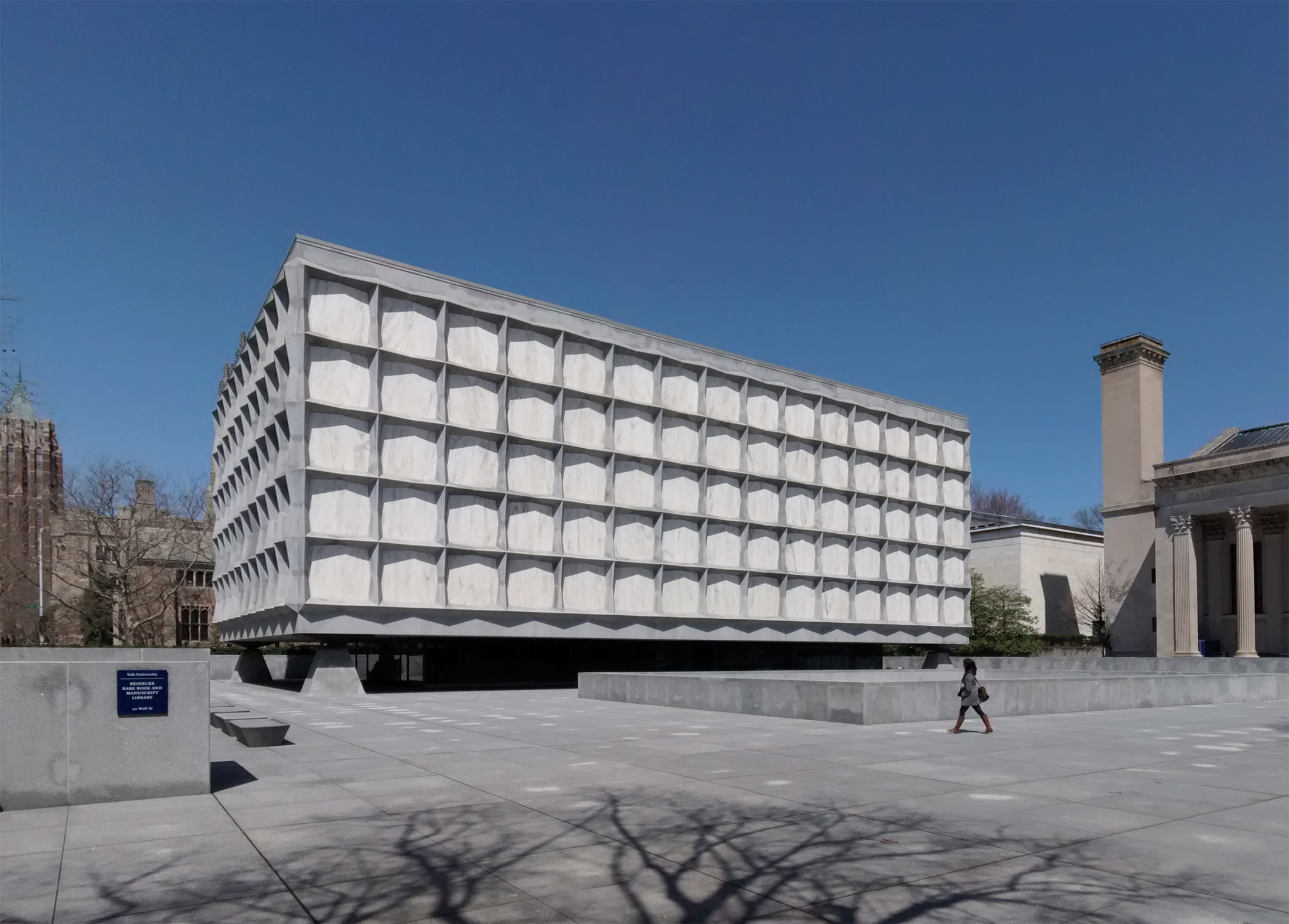
Außenansicht der Beinecke Library

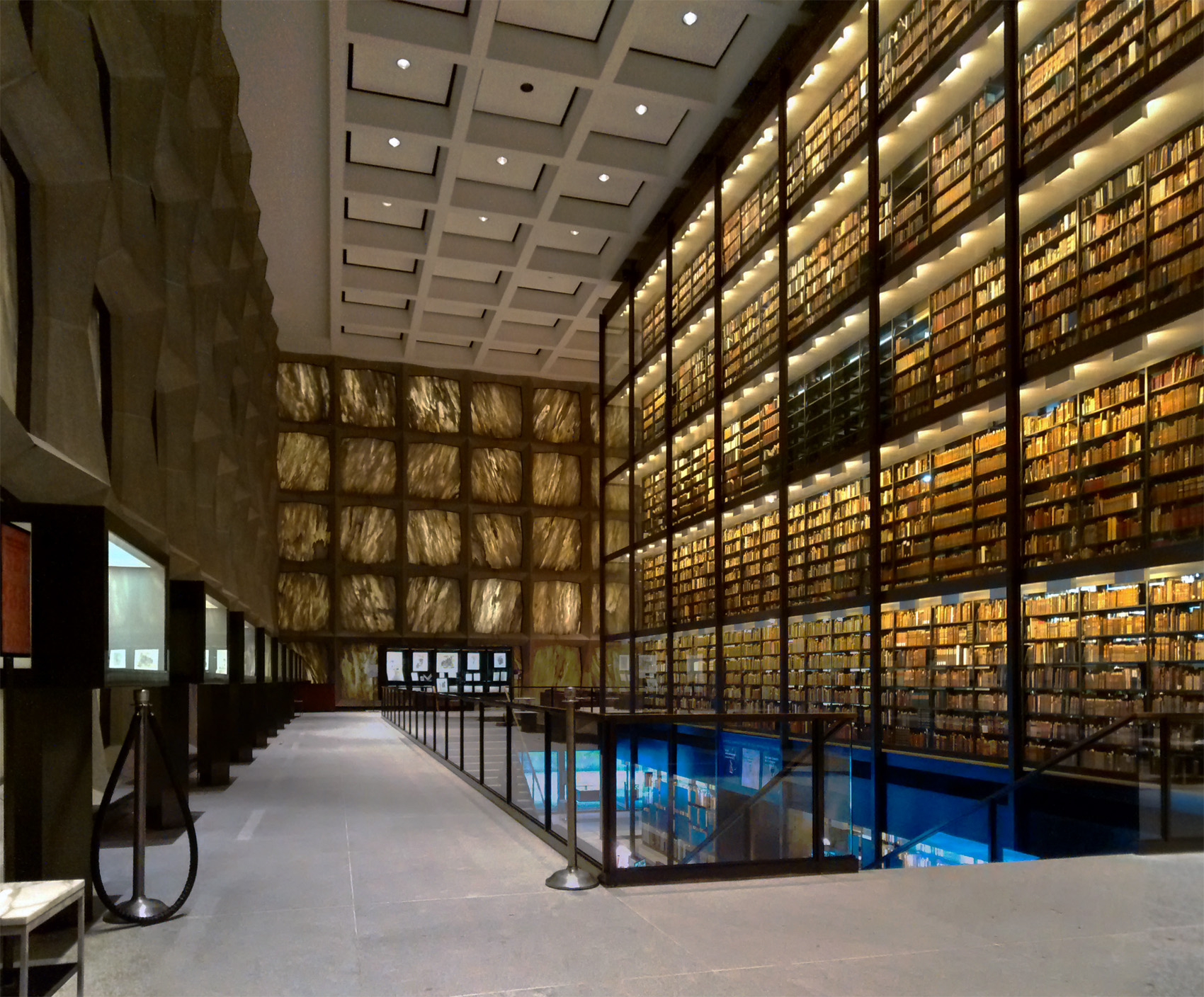
Innenraum der Bibliothek

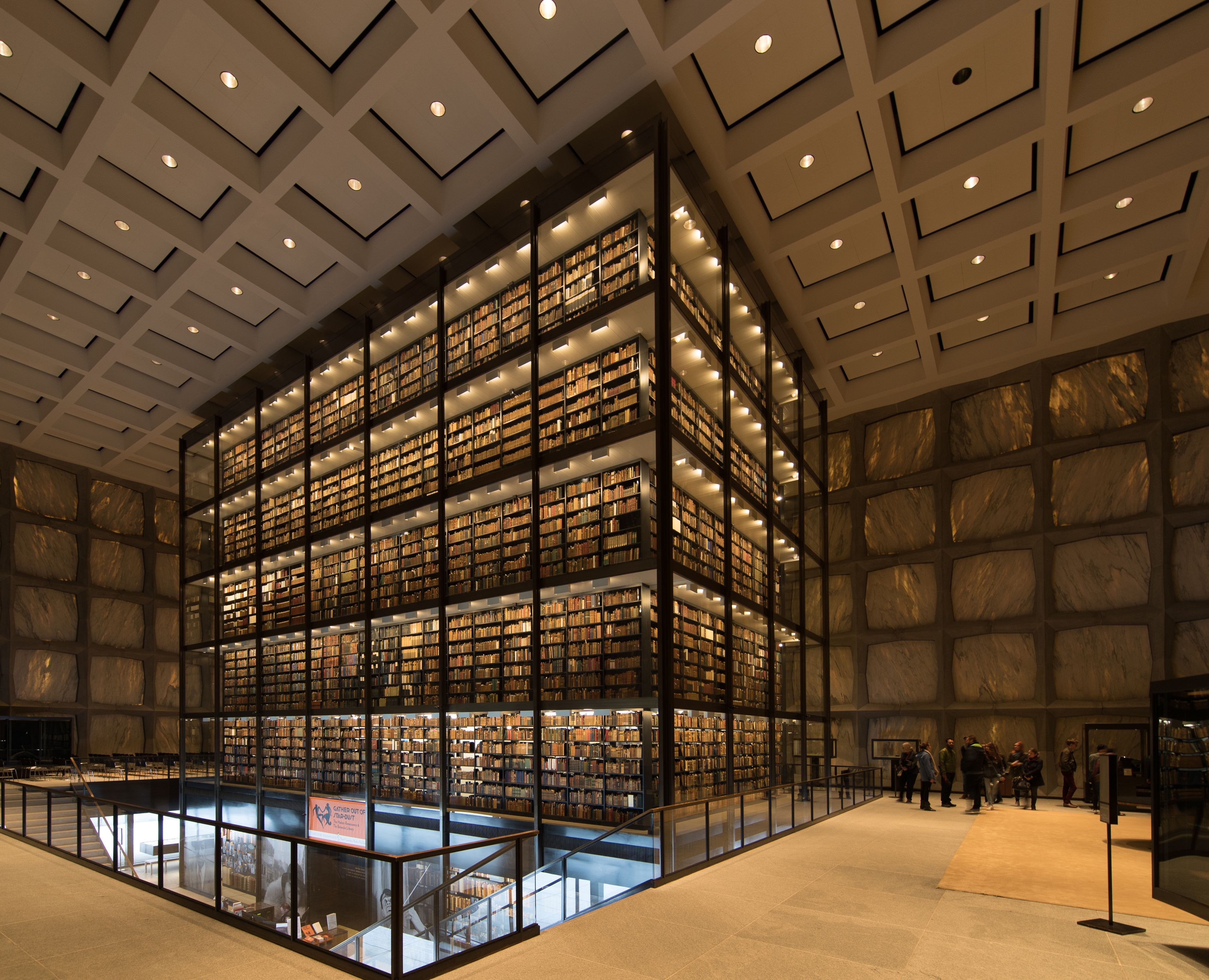
Innenansicht der Beinecke Rare Book Bibliothek

Die Beinecke Rare Book and Manuscript Library (BRBL) der Yale University in New Haven (Connecticut) ist eines der weltweit größten Archive seltener Bücher und Manuskripte.
Die Bibliothek geht auf eine Stiftung der Familie Beinecke (Edwin J. Beinecke, Frederick W. Beinecke und Walter Beinecke) zurück und ist von der Yale University finanziell unabhängig. Das sechsstöckige Gebäude befindet sich im Zentrum des Universitätsgeländes, Hewitt Quadrangle oder Beinecke Plaza genannt. Es wurde von dem Architekten Gordon Bunshaft und dem Architekturbüro Skidmore, Owings and Merrill konzipiert und von der George A. Fuller Construction Company aus Hamden, Connecticut in den Jahren 1960 bis 1963 errichtet.

## Beschreibung
Das moderne Gebäude besteht im Kern aus einem sechsstöckigen Turm mit Bibliotheksregalen, der von einem fensterlosen, rechteckigen Bau umgeben ist. Die Außenwände sind aus lichtdurchlässigem, weiß-grau-geaderten Vermonter Danby-Marmor gefertigt, die zwar eine indirekte Beleuchtung erlauben, doch gleichzeitig vor direktem Tageslicht und schädlicher Ultraviolettstrahlung schützen. Die Marmorpaneele sind jeweils etwa 3 cm dick und von grauem Vermont-Granit umrandet. Drei Etagen mit Regalen befinden sich unterhalb des Hewitt Quadrangle. Im Hof der Bibliothek befindet sich ein Skulpturengarten mit Werken von Isamu Noguchi, die Erde (eine Pyramide), Sonne (ein Kreis) und Glück (ein Würfel) symbolisieren sollen. Die Bibliothek beinhaltet außerdem eine Ausstellungshalle, in der ein Exemplar der Gutenberg-Bibel ausgestellt ist, Lesesäle, Katalogräume, ein Mikrofilmarchiv und Büroräume. Die Gutenberg-Bibel, die in einem Schaukasten einzusehen ist, wird einmal täglich vom Bibliothekspersonal umgeblättert.
Auf dem Platz des Gebäudes befindet sich die Skulptur Gallows and Lollipops von Alexander Calder. Während der 1960er Jahre stand die Skulptur Lipstick on a Caterpillar Track von Claes Oldenburg auf dem Bibliotheksgelände. Das Werk zog später in den Vorhof des benachbarten Morse College um.
Das Design der Aufstellung der King’s Library, des ursprünglichen Herzstücks der British Library, einer Schenkung von Georg III., in einem Glasturm im Neubau der British Library von 1998 gilt als Tribut an die moderne Eleganz der Beinecke Library.

## Geschichte

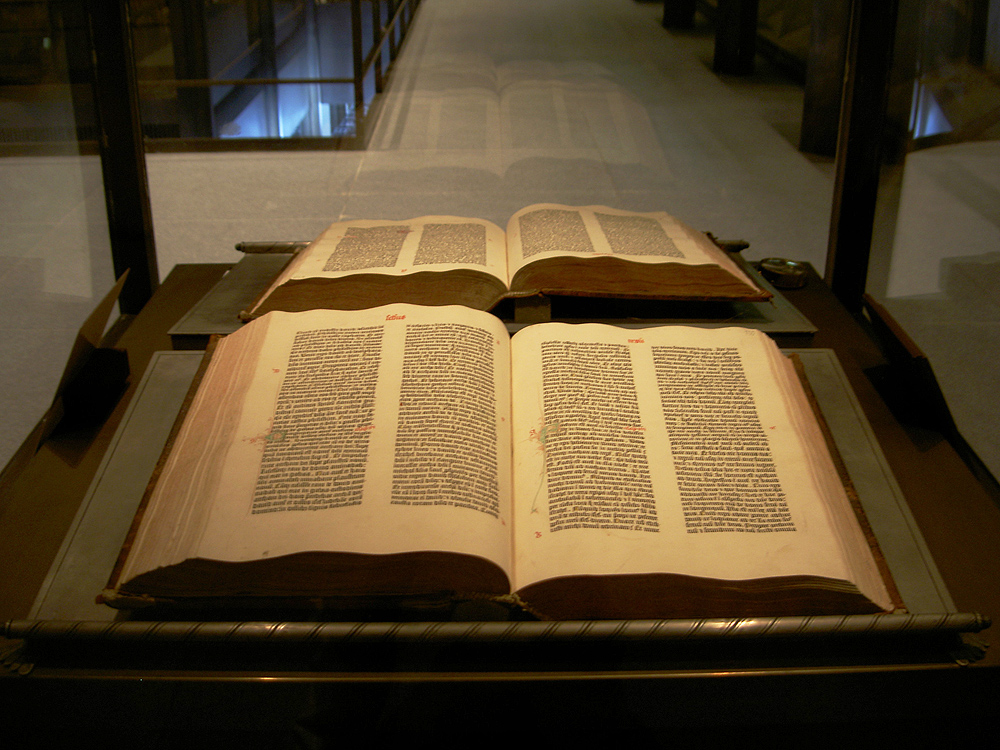
Die Gutenberg-Bibel

John Davenport, der Gründer von New Haven, hatte bereits 1650 mit der Sammlung von Büchern begonnen. Es handelte sich meist um theologische Schriften. Im späten 19. Jahrhundert wurden die selteneren und wertvolleren Bücher der Yale College Bibliothek in die Old Library (heute Dwight Hall) ausgelagert. Diese wanderten dann in den Rare Book Room der Sterling Memorial Library, die aufgrund einer Stiftung des 1918 verstorbenen John William Sterling errichtet und 1930 eröffnet werden konnte. Mit Eröffnung der Beinecke Rare Book and Manuscript Library am 14. Oktober 1963 wurden die Sammlungen des Sterling Memorial Library Rare Book Room sowie die Collection of American Literature, die Collection of Western Americana und die Collection of German Literature unter einem Dach vereint. Nur wenig später kam die James Marshall and Marie-Louise Osborn Collection hinzu, und so entwickelte sich die Beinecke Library zum Repositorium sämtlicher Bücher der Yale Sammlung, die vor 1601 gedruckt worden waren. Des Weiteren finden sich Bücher aus Lateinamerika vor 1751, Bücher aus Nordamerika vor 1821, Zeitungen und Einblattdrucke der Vereinigten Staaten vor 1851, europäische Abhandlungen und Pamphlete vor 1801, Bücher aus dem slawischen und osteuropäischen Raum, dem Nahen und Mittleren Osten, dem 18. Jahrhundert sowie einige besondere Bücher außerhalb dieser Kategorien.

## Besondere Sammlungen im Besitz der Bibliothek

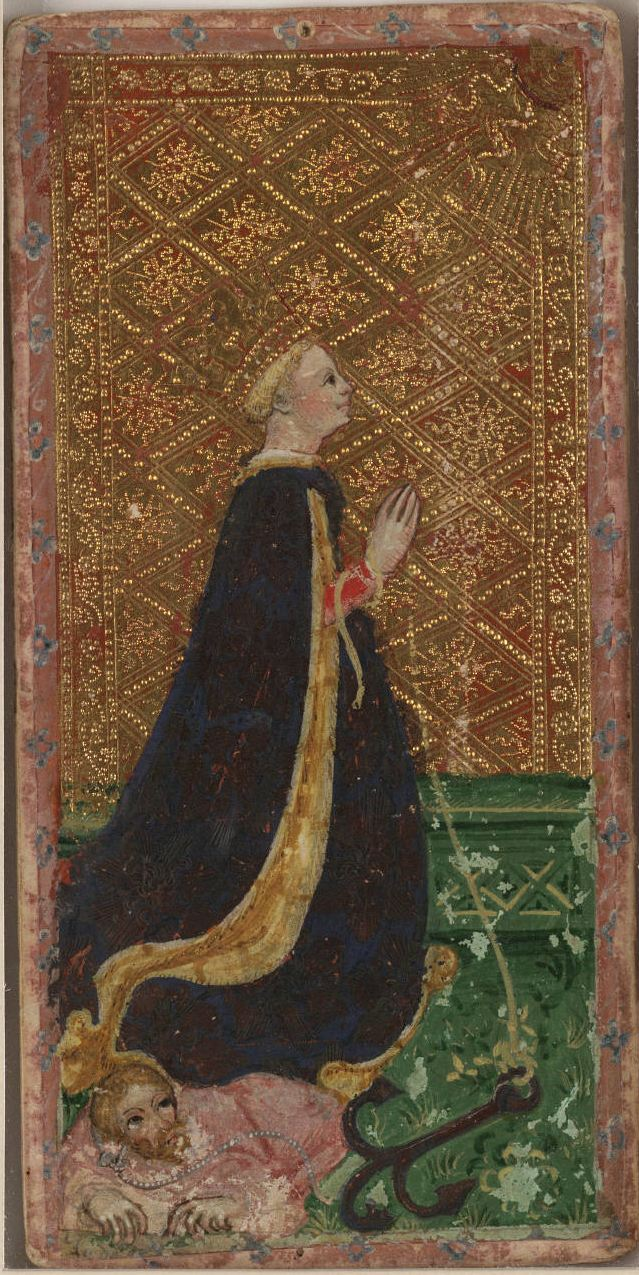
Karte aus den Cary-Yale-Tarocchi

Schon in den Anfangsjahren von Yale lassen sich Exemplare aus den frühen Jahren des Buchdrucks nachweisen, 1714 wurde eine illuminierte Handschrift des Speculum humanae salvationis als Geschenk von Elihu Yale erworben, eine geplante Erwerbungsstrategie gab es jedoch nicht. Erst im Laufe des 19. und 20. Jahrhunderts führten die Forschungsinteressen der Professoren und die Bereitwilligkeit von Mäzenen zum Aufbau international bedeutender Bestände aus Mittelalter und Renaissance.
Einer der Schwerpunkte ist die Geschichte des Buchdrucks mit der Sammlung von über 3.500 Inkunabeln – darunter das 1926 erworbene Exemplar der Gutenberg-Bibel aus der Stiftsbibliothek Melk – und einer eigenen Sammlung von Aldinen, Drucken aus der Werkstatt des Aldus Manutius, die in diesem Umfang weltweit einzigartig ist.
Durch Erstausgaben von Autoren und Texten der griechischen und römischen Literatur sind auch Drucke des 16. Jahrhunderts zahlreich vertreten. Seit 1969 beherbergt die Bibliothek unter der Signatur MS 408 das Voynich-Manuskript, das der Buchhändler und Antiquar Hans Peter Kraus der Yale-Universität stiftete.